# Frank Morgan
Frank Morgan, ursprungligen Francis Phillip Wuppermann, född 1 juni 1890 i New York i New York, död 18 september 1949 i Beverly Hills i Los Angeles i Kalifornien, var en amerikansk skådespelare.
Morgan föddes i en välbärgad familj i New York och följde i sin bror Ralph Morgans fotspår och började arbeta inom nöjesbranschen, först på Broadways scener och senare inom filmen. Den första film Frank Morgan medverkade i var The Suspect 1916, men det var först i och med ljudfilmens intåg han slog igenom ordentligt. Morgan nominerades till en Oscar för bästa skådespelare 1934 för sin medverkan i filmen Älskaren från Florens och en Oscar 1942 för bästa biroll för sin insats i filmen Dagdrivarbandet.
Mest ihågkommen är Frank Morgan för sin roll i Trollkarlen från Oz, där han bland annat spelade själva trollkarlen. MGM hade sådan tilltro till honom att de tecknade ett livstidskontrakt.
Frank Morgan har förärats en stjärna på Hollywood Walk of Fame för sina insatser inom film vid adressen 1708 Vine Street.

## Filmografi i urval
- 1934 – Älskaren från Florens
- 1935 – Lyckan kommer...
- 1935 – Marietta
- 1936 – Den store Ziegfeld
- 1936 – Trouble for Two
- 1937 – The Emperor's Candlesticks
- 1937 – Saratoga
- 1939 – Trollkarlen från Oz
- 1940 – Flykt undan våldet
- 1940 – Den lilla butiken
- 1940 – Glädjestaden
- 1940 – Spöket reser hem
- 1941 – Fräck och fågelfri
- 1942 – Dagdrivarbandet
- 1943 – Vi människor
- 1944 – Kismet
- 1945 – Turister i paradiset
- 1946 – Högt spel
- 1947 – Gröna delfinens gata
- 1948 – De tre musketörerna
- 1949 – Sista given
- 1949 – Säg ja till livet